# O Táxi nº 9297
O Táxi Nº 9297 (1927) é um filme português em média-metragem de ficção do jornalista português Reinaldo Ferreira, Repórter-X, polémico e sensacionalista, com estilo oportunista conhecido como «reinaldismo». O filme resulta da investigação feita pelo jornalista à morte da atriz Maria Alves, com o enredo a ser publicado em folhetim no jornal O Primeiro de Janeiro.
O filme estreou na cidade portuguesa do Porto, no cinema Trindade a 9 de julho e, na cidade de Lisboa no cinema Salão Foz – Olympia a 30 de julho de 1927.

## Sinopse
O adido militar americano tenente Hair (Alves da Costa) é um jovem militar que, chegado a Lisboa, trava conhecimento com Arsénio de Castro (Alexandre Amores), que se apresenta como «o homem de pior fama em Portugal». Ambos são convidados pelo extravagante milionário Horácio de Azevedo (Alberto Miranda) a passar uns dias na sua propriedade de Bretolho. Tomam um táxi com a matrícula 9297 no qual foi morta, um ano antes e em circunstâncias misteriosas, a atriz Raquel de Monteverde (Maria Emília Castelo Branco).
Em Bretolho, Hair descobre uma estranha fauna social que inclui um homossexual drogado, uma velha alucinada e Eva (Fernanda Alves da Costa), dama de companhia, escrava e mártir nesse «hospital de loucos», filha da malograda Raquel. Hair sente-se por ela atraído e acaba por descobrir na cómoda do seu quarto jornais que relatam a morte sinistra de Raquel e de uma outra actriz, anos antes.
Eva, sentindo-se protegida pelo tenente Hair, dá-lhe um medalhão dentro do qual, diz ela, «encontrará o nome do meu tirano». Apesar de a jóia lhe ser roubada, Hair obstina-se em descobrir quem será o tal monstro. Félix do Amaral (Henrique de Albuquerque) é assassinado a tiro. Eva, por desespero e vergonha, aceita fugir com Arsénio de Castro, apesar de amar o americano.
(Fonte: Fitas que Só Vistas, de José de Matos-Cruz, ed. Instituto Português de Cinema, 1978).

## Enquadramento histórico
O Repórter-X, que escreveu História com notícias inventadas, também foi seduzido pelo cinema. Não pretendia fazer arte, em sua literatura explorava uma forma mais viva de expressão a seduzir para o inacreditável, quem pelo choque do inaudito, pelo consumo do escândalo sobrevivia à monotonia do quotidiano.
O gosto por imagens animadas cresceu na Espanha, como assistente de Aurélio Sidney, realizador e actor, desde que o seu folhetim «O Mistério da Rua Saraiva de Carvalho» fora adaptado a cinema como O Homem dos Olhos Tortos (1918), um serial de nove partes de Leitão de Barros que não foi concluído. É em 1923 que consegue que um produtor espanhol financie um seu primeiro filme, em cinco partes: El Botones del Ritz (O Groom do Ritz), estreado em Lisboa no ano seguinte: uma história de polícias e ladrões, filme desaparecido. Finalmente funda em Lisboa, em 1927, a sua própria produtora: a Repórter X – Film e parte para nova aventura, a do táxi 9297.
Segue o folhetim dos jornais: o empresário Augusto Gomes, que vive com a actriz Maria Alves, apanha com ela um táxi depois de um espectáculo a dar uma longa volta para falarem de um assunto melindroso. Exaltam-se. Ele deita-lhe as mãos ao gasganete e ela vai-se. O motorista é obrigado a calar-se e o cadáver aparece depois em local que leva a crer que a mulher fora vítima de um assalto.
O assassino entretanto veste-se de luto, compra uma linda coroa de flores para a morta e vai ao enterro. Mostrando-se desolado, intima a polícia e os jornalistas a descobrir o criminoso. A ideia do filme baseia-se neste caso, que o próprio Reinaldo Ferreira investigara como jornalista. O filme é um sucesso.

## Elenco
- Alves da Costa - Tenente Hair
- Maria Emília Castelo Branco - Raquel de Monteverde
- Alberto Miranda - Horácio de Azevedo
- Fernanda Alves da Costa - Eva
- Alexandre Amores - Arsénio de Castro
- Manuel Silva - Don Afonso
- Henrique de Albuquerque - Félix do Amaral
- Roberto Fernandes - Roberto Dinis
- Antónia de Sousa - Isabel Rodrigues
- Adriano Guimarães
- Luis Magalhães
- Sá
- Dina Pereira

## Lançamentos posteriores
O filme foi lançado em livro, destacando-se, pelo menos, quatro edições (1927, de onde resulta o filme, publicado em folhetim no jornal O Primeiro de Janeiro; 1974, pela Arcádia Editora; 1986, pelo Círculo de Leitores; e 2019, pelo Relógio D'Água). Também foi adaptado para teatro, pelo próprio Reinaldo Ferreira, em 1935.
Em 2018, a Cinemateca Portuguesa lançou o filme em DVD, com banda sonora de Filipe Raposo, e incluindo a curta-metragem Rita ou Rito?, e o ensaio audiovisual Os Motivos de Reinaldo, de Ricardo Vieira Lisboa, sobre o estilo de Reinaldo Ferreira.
O filme voltaria a estrear em 2020, na Casa da Música, no Porto, em formato de cineconcerto, com o lançamento de uma banda sonora inédita, da autoria de Igor C Silva, e interpretação dos Remix Ensemble.
97 anos após a sua estreia, em 2024, o filme foi incluído no cartaz do festival de cinema sérvio Nitrat, organizado pelo Arquivo de Filmes Iugoslavos. Já antes, em 2018, havia sido exibido no Festival de Cinema Lumière em Lyon, França.